# Villanueva del Río Segura
Villanueva del Río Segura är en kommun i Spanien.  Den ligger i den autonoma regionen Murcia i södra delen av landet, 300 km sydost om huvudstaden Madrid. Antalet invånare är 3 944 (2024). Arean är 13,14 kvadratkilometer. Villanueva del Río Segura gränsar till Alguazas.